# Wyżyna Meksykańska

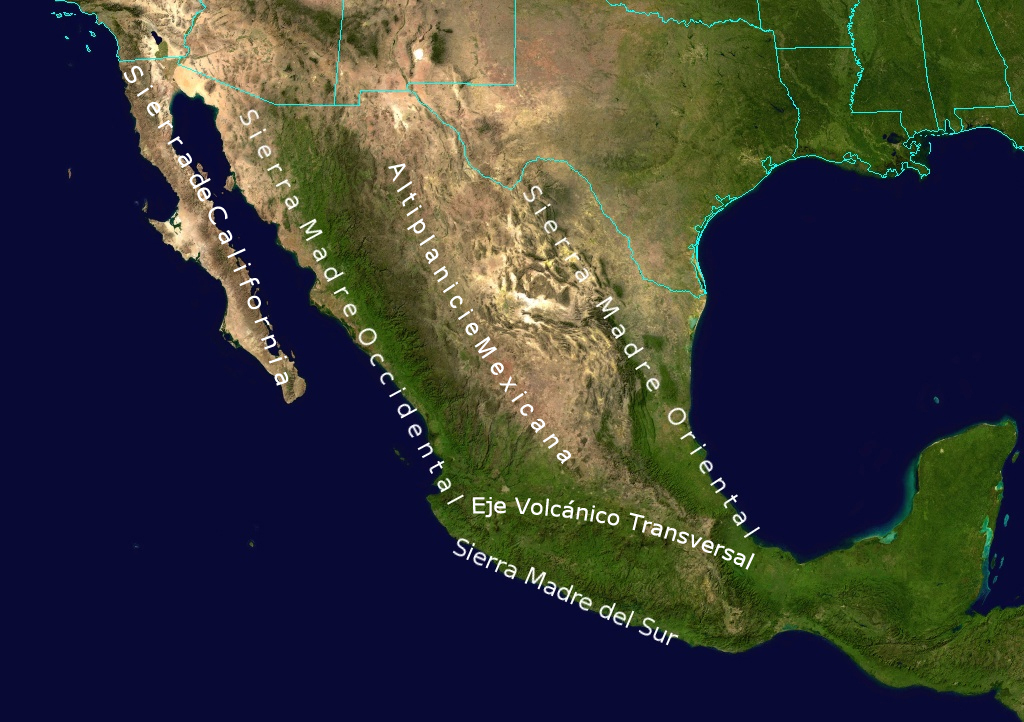
Położenie Wyżyny Meksykańskiej

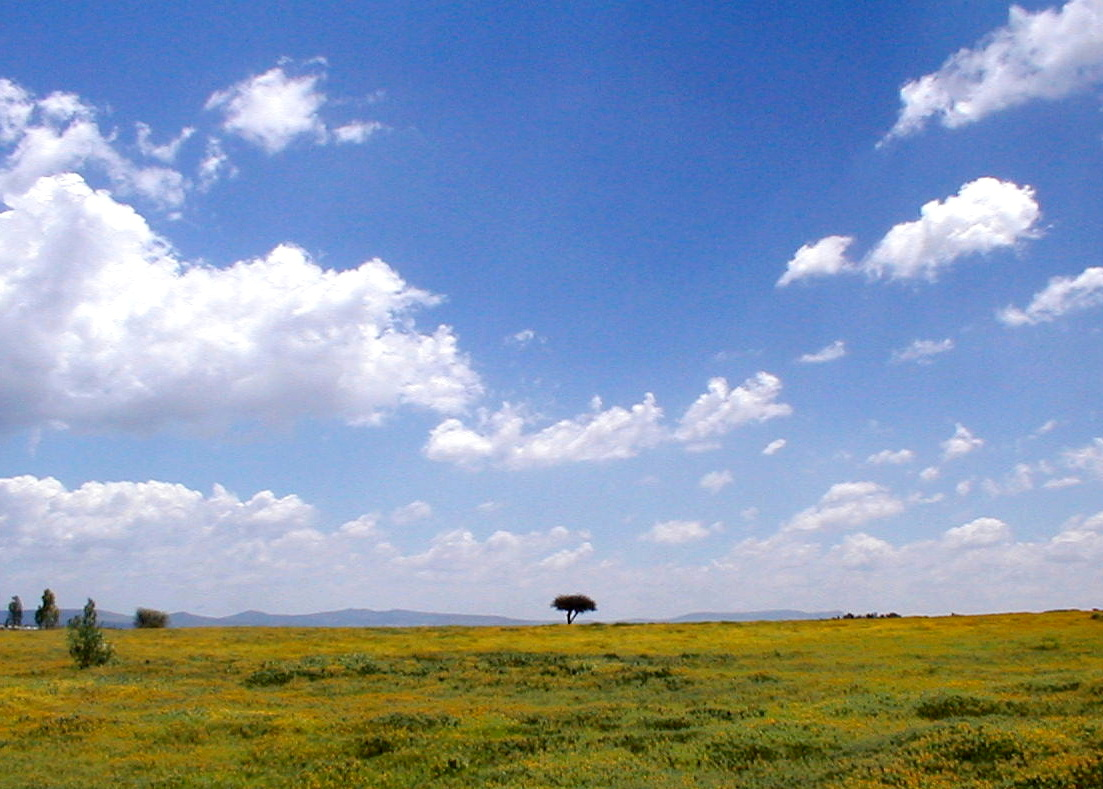
Pole w okolicy San Miguel de Allende, Guanajuato

Wyżyna Meksykańska (hiszp. Gran Altiplanicie Mexicana, ang. Mexican Plateau) – śródgórska wyżyna w południowej części Ameryki Północnej. Położona na terytorium Meksyku i południowo-zachodniej części Stanów Zjednoczonych. Powierzchnia. ok. 1,2 mln km². Od wschodu wyżynę ogranicza Sierra Madre Wschodnia, od zachodu Sierra Madre Zachodnia, od południa Kordyliera Wulkaniczna. Na północy wyżyna przechodzi w wyżyny śródgórskie USA.

## Podział
W północnej części (Mesa Północna) występują rozległe kotliny (bolsony; największą jest Bolsón de Mapimí), przedzielone niskimi pasmami górskimi. Część południową (Mesa Centralna) stanowi lawowy płaskowyż o wysokości 2000–2600 m n.p.m.; na jego obszarze znajduje się kilka kotlin. Najwyżej położoną kotlina jest Toluca; na wschód od niej leży Anáhuac.
Na wyżynie leżą m.in. miasta Meksyk, Toluca, Guadalajara, Leon, Querétaro, Morelia, Cuernavaca i Puebla. Ludność skupiona jest w południowej części wyżyny, zwanej Kotliną Meksykańską.

## Klimat
Klimat zwrotnikowy kontynentalny suchy, podrównikowy wilgotny w południowej części kotliny. Roczna suma opadów od 300 mm na północy do 1000 mm na południu. Występują wyraźne piętra klimatyczne. Rzeki w większości okresowe, stałe na południu; są to m.in. Conchos i Río Grande de Santiago. Największym jeziorem jest Chapala.

## Flora
W części północnej występuje roślinność pustynna i półpustynna, jak skrajnie suchoroślowe krzewy, jukki, kaktusowate i agawy. Po deszczach następuje gwałtowny rozwój efemerycznych traw i innych roślin zielnych. W części południowej pierwotnie występowała roślinność leśna, zastąpiona niemal całkowicie przez uprawy rolne. W górach występują lasy: do 2800 m n.p.m. dębowe i dębowo-sosnowe, wyżej jodłowo-sosnowe.

## Surowce
Na wyżynie występują bogate złoża rud cynku, ołowiu, rtęci, żelaza, miedzi i antymonu oraz srebra i złota.